# Amegilla senegalensis
Amegilla senegalensis es una especie de abeja excavadora perteneciente al género Amegilla, categorizada en la tribu Anthophorini, de la subfamilia Apinae.
Fue descrita científicamente por el entomólogo alemán Heinrich Friedrich August Karl Ludwig Friese en 1922. Aparece registrada y publicada en una sección de Names proposed and notes on a pioneer melittologist (Hymenoptera, Anthophila). Zootaxa, Vol. 1833 de 2008.

## Distribución
La especie se distribuye por África, en Senegal.